# 楊勉學
楊勉學（1492年—?年），字仲潛，號菊塢，山東東昌府茌平縣人，明朝政治人物。

## 生平
嘉靖十年（1531年）辛卯科山東鄉試第三十六名舉人，嘉靖十一年（1532年）壬辰科会试第二十五名，第三甲第一百八十七名進士。觀刑部政，授保定府推官，十六年四月陞御史，復除江西道御史，巡按河南，二十二年監臨河南鄉試，二十三年巡按凤阳，改巡按云南，二十四年四月升湖廣副使。

## 家族
曾祖楊貴；祖楊靖，縣丞；父楊春，監生；前母丁氏；母田氏。永感下。兄希學（知縣）。子于陋；于遠。